# Blaise Cendrars
Blaise Cendrars, eredeti neve: Frédéric Louis Sauser (La Chaux-de-Fonds, Neuchâtel kanton, Svájc, 1887. szeptember 1. – Párizs, 1961. január 21.) svájci születésű francia költő, író, újságíró, haditudósító. Álnevei: Freddy Sausey, Frédéric Sausey, Jack Lee, Diogène.

## Életrajza
Gyermekkorával kapcsolatban legendák élnek. Tény, hogy utazások és vándorlások közepette cseperedett fel. Állítólag kora gyermekkorában kimászott egy szállodai ablakon, és végleg elcsavargott. Mindenesetre élete valódi és továbbképzelt utazások sorozata. Volt kereskedő Oroszországban, a Francia Idegenlégióban végigharcolta az első világháborút. 1915-ben megsebesült és jobb alkarját amputálták. 1916-ban francia állampolgár lett. 1924 és 1928 között többször is Brazíliába utazott, ahol megismerkedett a kor brazil költőivel (Oswald de Andrade, Mario de Andrade, Sérgio Milliet, Luis Aranha, Manuel Bandeira, Carlos Drummond de Andrade) és festőivel (Cícero Dias, Tarsila do Amaral). Dokumentumfilmeket forgatott egzotikus vidékeken, dolgozott újságíróként és haditudósítóként. 1939-ben az angol hadseregben volt haditudósító. 1940 és 1945 között Aix-en-Provence-ban élt. A második világháború után önéletrajzi művekben dolgozta fel saját kalandos életét. 1956-ban agyvérzés érte.

### Művésznév és ars poetica
Írói álnevét, amely egyben alkotói hitvallását is megfogalmazza, az önmaga hamvaiból megújuló-föltámadó főnixmadár mítoszát értelmezve teremtette meg Cendrars egy áthallásos szójáték segítségével : braise (fr. parázs) + cendre (fr. hamu) + ars (lat. technika, művészet). A cendrars-i meghatározás szerint tehát a művészet nem egyéb, mint önelemésztő önföláldozásból fakadó újjáteremtődés.

### Irodalmi tevékenysége
Első verseit Remy de Gourmond Le latin mystique (A misztikus latin) című munkája és Arthur Schopenhauer műveinek a hatására írta meg. Guillaume Apollinaire vetélytársának tekintette a francia avantgárd művésztársadalom. Néhány nagy formátumú költeménye, mint a Húsvét New Yorkban (1912), A transzszibériai expressz, és A franciaországi kis Johanna prózája (1913) vetekszik Apollinaire nagy költeményeivel. Költészete az avantgárd irányzatok keresztmetszete: megtalálhatóak benne mind a dadaizmus, expresszionizmus, mind a szürrealizmus stílusjegyei. A Dan Yack (1929) című könyve filozófiai mondanivalójú művészregény. Cendrars nevéhez elsősorban a lírai riport, és az esszéisztikus dokumentumregény megteremtése fűződik.

### Cendrars és a magyar avantgárd
1912-ben Szittya Emillel együtt megalapítja a Les Hommes Nouveaux című folyóiratot Párizsban. Szittya Emil révén Cendrars közeli baráti kapcsolatot tartott fönn Párizsban Kassák Lajossal. Cendrars összes költeményét Kassák fordította le magyarra.

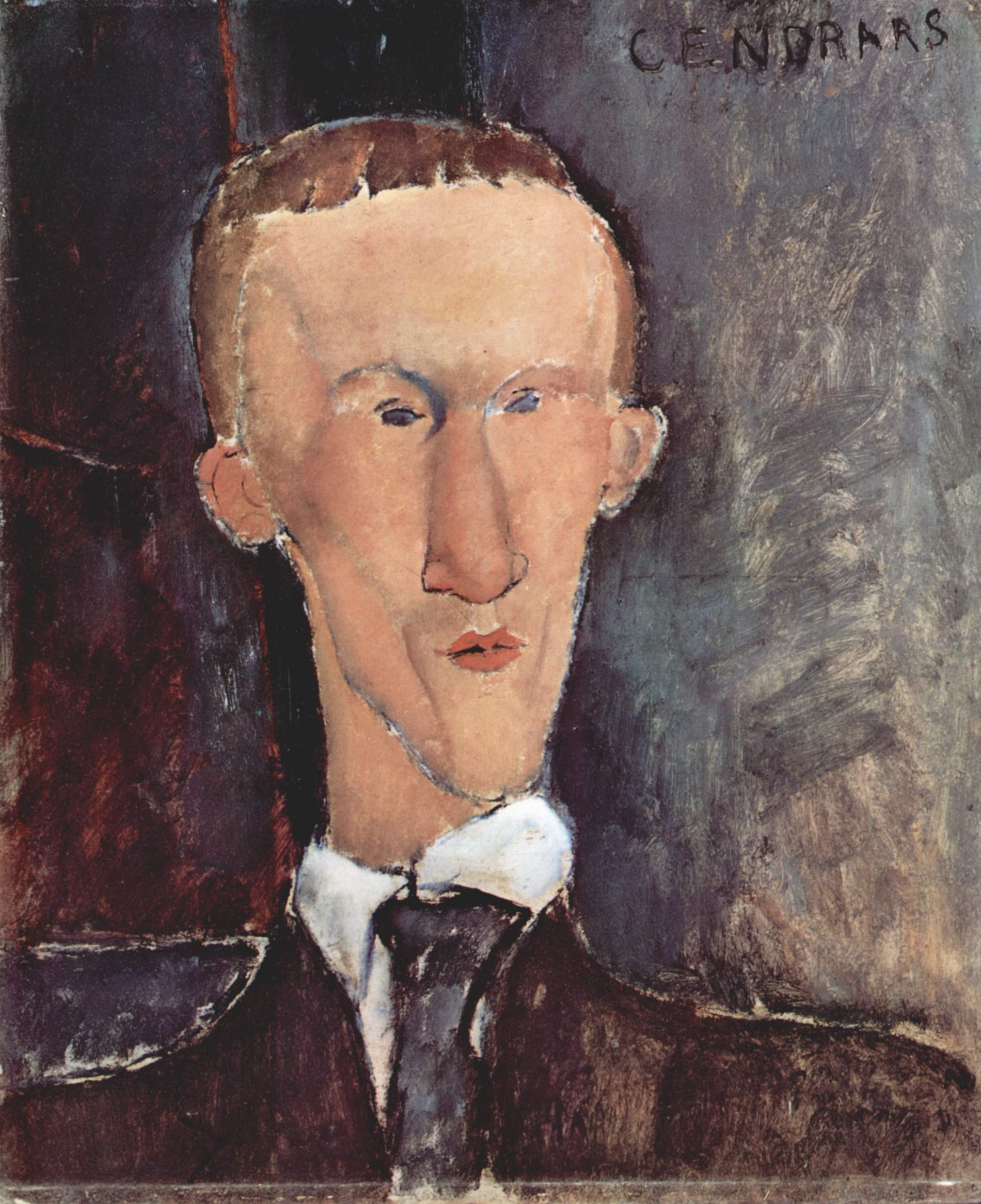
Modigliani festette portréja

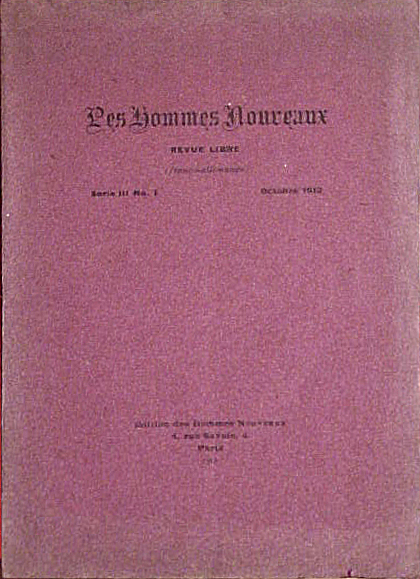
Les Hommes Nouveaux folyóirat címlapja, Párizs, 1912.

### Művészettörténeti kölcsönhatások
A korabeli párizsi művészek (Chagall, Léger, Picasso, Léopold Survage, Modigliani, Joseph Csaky, Archipenko, Robert Doisneau) baráti köréhez tartozott. További közeli barátai a XX. századi zene megújítói voltak: Stravinsky, Darius Milhaud, Arthur Honegger, Erik Satie. Prózai művei közül Az arany című regényéből Eizenstein filmet akart készíteni, amihez az amerikai producer nem járult hozzá (). Abel Gance asszisztense volt a J'accuse (1919) című film elkészítésekor; Gance La Roue (1923) című filmjében epizódszereplőként is föllépett.

## Művei
- Œuvres complètes. Éditions Denoël, VIII volumes, 1960-1964 (franciául)
- Œuvres complètes. Le Club français du livre, 15 volumes précédés d'un volume d'Inédits secrets, 1969-1971
- Œuvres complètes. Denoël, coll. « Tout autour d'aujourd'hui » , 15 volumes, 2001-2006
  - 1 : Poésie complètes, avec 41 poèmes inédits. Édition de Claude Leroy. XXX + 434 p., 2001
  - 2 : Az arany – Rhum – L'Argent. Édition de Claude Leroy. XXIV + 360 p., 2001
  - 3 : Hollywood, La Mecque du cinéma – L'ABC du cinéma – Une nuit dans la forêt. Édition de Francis Vanoye. XXII + 234 p., 2001
  - 4 : Dan Yack. Édition de Claude Leroy. XXXIV + 334 p., 2002
  - 5 : L'Homme foudroyé – « Le Sans-Nom ». Édition de Claude Leroy. XXXII + 448 p., 2002
  - 6 : La Main coupée – La Main coupée (1918) – La Femme et le soldat. Édition de Michèle Touret. XXX + 370 p., 2002
  - 7 : Moravagine – La Fin du monde filmée par l'Ange N.-D. – « Le Mystère de la Fin du monde » – L'Eubage. Aux antipodes de l'unité. Édition de Jean-Carlo Flückiger. XXXII + 398 p., 2003
  - 8 : Histoires vraies – La Vie dangereuse – D'Oultremer à Indigo – « Un bel éclat de rire ». Édition de Claude Leroy. XXXII + 528 p., 2003
  - 9 : Bourlinguer – Vol à voile. Édition de Claude Leroy. XXXII + 512 p., 2003
  - 10 : Anthologie nègre – Petits Contes nègres pour les enfants des Blancs – Comment les Blancs sont d'anciens Noirs – « N'KÎi, l'attrape-nigauds » – « La Création du Monde » – Conférences sur la littérature des Nègres. Édition de Christine Le Quellec Cottier. XXXII + 544 p., 2005
  - 11 : Aujourd'hui – « Jéroboam et La Sirène » – « Sous le signe de François Villon » – Préface à Bourlingueur des mers du Sud d'Eric Newby – « Paris par Balzac » – Préface à Forêt vierge de Ferreira de Castro – Le Brésil – Trop c'est trop. Édition de Claude Leroy. XXXII + 560 p., 2005
  - 12 : Le Lotissement du ciel – La Banlieue de Paris – Préface à Instantanés de Paris, album de Robert Doisneau. Édition de Claude Leroy. XXXIV + 510 p., 2005
  - 13 : Panorama de la pègre – Contrebandiers – « À bord de Normandie » – Articles (1935-1938) – Chez l'armée anglaise – Reportages de guerre (1939-1940). Édition de Myriam Boucharenc. XXX + 450 p., 2006
  - 14 : Emmène-moi au bout du monde !... – « Le Mystère de la création » – Films sans images – Danse macabre de l'amour. Édition de Claude Leroy. XXX + 556 p., 2006
  - 15 : Blaise Cendrars vous parle... Entretiens avec Michel Manoll – Qui êtes-vous ? – Réponses au « Questionnaire Marcel Proust » – « Pour une bibliothèque idéale » – Préface aux Fleurs du mal de Baudelaire – Le Paysage dans l'œuvre de Léger – J'ai vu mourir Fernand Léger – « Les peintres du dimanche » – « Georges Bauquier ». Édition de Claude Leroy. XXXVI + 412 p., 2006
- Partir (Poèmes, romans, nouvelles, mémoires), Gallimard, coll. « Quarto ». Édition établie et commentée par Claude Leroy, 2011

### Monográfiák
- Bochner J., Blaise Cendrars, Discovery and re-creation, Toronto ; Buffalo, University of Toronto Press, 1978 (angolul)
- Cendrars M., Blaise Cendrars, Balland, 1984 (franciául)
- Debenedetti J.-M., Blaise Cendrars, H. Veyrier, 1985
- L’Encrier de Cendrars: actes du colloque du centenaire, Boudry-Neuchâtel, Baconnière, 1989 (Gyűjtemény a 100. születésnap alkalmából)
- Blaise Cendrars, Je suis l’autre, Champion, 2004
- Doisneau, Rencontre Cendrars, Buchet-Chastel, 2006
- Amaral, Aracy, Blaise Cendrars no Brasil e os modernistas, São Paulo, Martins, 1970
- Berranger, Marie-Paule, Du monde entier au cœur du monde de Blaise Cendrars, Paris, Gallimard, coll. « Foliothèque », 2007
- Beucler, André, « Les aventures de Blaise Cendrars », in Plaisirs de mémoire. De Saint-Pétersbourg à Saint-Germain-des-Prés, tome 2, Gallimard, 1982
- Bienne, Gisèle, La Ferme de Navarin, Paris, Gallimard, coll. « L'un et l'autre », 2008
- Boder, Francis, La phrase poétique de Blaise Cendrars, Paris, Champion, coll. « Cahiers Blaise Cendrars » n° 7, 2000
- Boillat, Gabriel, À l'origine, Cendrars, Les Ponts-de-Martel, Éditions Hughes Richard, 1985
- Bonnefis, Philippe, Dan Yack : Blaise Cendrars phonographe, Paris, PUF, coll. « Le texte rêve », 1992
- Bozon-Scalzitti, Yvette, Blaise Cendrars et le symbolisme. Paris, Minard, coll. « Archives des Lettre modernes », n° 137, 1972
- Bozon-Scalzitti, Yvette, Blaise Cendrars ou la passion de l'écriture, Lausanne, L'Âge d'homme, coll. « Lettera », 1977
- Briche, Luce, Blaise Cendrars et le livre, Paris, L'Improviste, 2005
- Buhler, Jean, Blaise Cendrars, Bienne, Éditions du Panorama, coll. « Célébrités suisses », 1960
- Cendrars, Miriam, Blaise Cendrars. L'Or d'un poète. Paris, Gallimard, coll. « Découvertes », 1996
- Cendrars, Miriam, Blaise Cendrars. La Vie, le Verbe, l'Écriture (első kiadás: 1984), Paris, Denoël, 2006. Essai biographique sur son père par la fille de Cendrars
- Chadourne, Jacqueline, Blaise Cendrars poète du cosmos, Paris, Seghers, 1973
- Chefdor, Monique, Blaise Cendrars, Boston, Twayne Publishers, 1980
- Colvile, Georgiana M. M., Blaise Cendrars, écrivain protéiforme, Amsterdam-Atlanta, Éditions Rodopi, « Collection monographique en littérature française contemporaine », 1994
- Cortiana, Rino, Attorno alla poesia di Cendrars. Simbolismo, modernità e avanguardie, Venise, Studio LT2, 2010
- Delbourg, Patrice, L'Odyssée Cendrars, Paris, L'Archipel/Écriture, 2010
- Delvaille, Bernard, Vies parallèles de Blaise Cendrars & de Charles-Albert Cingria, Paris, Éditions La Bibliothèque, 2007
- Dos Passos, John, « Homère du Transsibérien », in Orient-Express (1927). Traduction de Marie-Claude Peugeot. Monaco, Éditions du Rocher, 1991
- Eulalio, Alexandre, A Aventura brasileira de Blaise Cendrars, São Paulo, 1978
  - Nouvelle édition revue et augmentée par Carlos Augusto Calil, São Paulo, EDUSP/Imprensa Oficial, 2001
- Faivre Dupaigre, Anne, Poètes musiciens. Cendrars, Mandelstam, Pasternak, Rennes, Presses universitaires de Rennes, coll. « Interférences », 2006
- Flückiger, Jean-Carlo, Au cœur du texte. Essai sur Blaise Cendrars, Neuchâtel, À la Baconnière, coll. « Langages », 1977
- Frank, Nino, Mémoire brisée, Paris, Calmann-Lévy, 1967
- Guiette, Robert, « Monsieur Cendrars n'est jamais là » (préface de Michel Décaudin), Montpellier, Éditions du Limon, 1991
- Guyon, Laurence, Cendrars en énigme. Modèles religieux, écritures poétiques, Paris, Champion, coll. « Cahiers Blaise Cendrars », n° 9, 2007
- Guyon, Robert, Échos du bastingage. Les bateaux de Blaise Cendrars, Rennes, Éditions Apogée, 2002
- Jaton, Anne-Marie, Cendrars, Genève, Éditions de l'Unicorne, 1991
- Lepage, Albert, Blaise Cendrars. Lettre-préface de Géo-Charles, Paris, Les Écrivains réunis, 1926
- Le Quellec Cottier, Christine, Devenir Cendrars. Les années d'apprentissage, Paris, Champion, coll. « Cahiers Blaise Cendrars », n° 8, 2004
- Le Quellec Cottier, Christine, Blaise Cendrars. Un homme en partance, Lausanne, Presses polytechniques et universitaires romandes, coll. « Le savoir suisse », 2010
- Leroy, Claude, L'Or de Blaise Cendrars, Paris, Gallimard, coll. « Foliothèque », 1991, 2010
- Leroy, Claude, La main de Cendrars, Villeneuve-d'Ascq, Presses universitaires du Septentrion, coll. « Objet », 1996
- Leroy, Claude, « Cendrars Blaise », in Dictionnaire de poésie de Baudelaire à nos jours (dir. Michel Jarrety), Paris, PUF, 2001
- Leroy, Claude, Dans l'atelier de Cendrars, Paris, Champion, coll. « Cahiers Blaise Cendrars », n° 11, 2011
- Lévesque, Jacques-Henry, Blaise Cendrars, Paris, Éditions de la Nouvelle Revue critique, 1947
- Martens, David, L'Invention de Blaise Cendrars. Une poétique de la pseudonymie, Paris, Champion, coll. « Cahiers Blaise Cendrars », n° 10, 2010
- Michaud, Marius, Catalogue du Fonds Blaise Cendrars. Bibliothèque nationale suisse, Boudry-Neuchâtel, Éditions de la Baconnière, coll. « Cahiers Blaise Cendrars », n° 1, 1989
- Miller, Henry, Blaise Cendrars. Traduction de François Villié. Paris, Denoël, 1952
- Miller, Henry, Les Livres de ma vie. Traduction de Jean Rosenthal. Paris, Gallimard, 1957
- Moricand, Conrad, Portraits astrologiques, Paris, Au Sans Pareil, 1933 (avec un portrait de Cendrars par l'ami astrologue auquel il a dédié L'Eubage)
- Parrot, Louis, Blaise Cendrars, Paris, Seghers, coll. « Poètes d'aujourd'hui », n° 11, 1948
- Richard, Hughes, Sauser avant Cendrars, Revue neuchâteloise n° 89, 1979
- Richter, Mario, La crise du logos et la quête du mythe (Baudelaire–Rimbaud–Cendrars–Apollinaire), Neuchâtel, À la Baconnière, coll. « Langages », 1976
- Rousselot, Jean, Blaise Cendrars, Paris, Éditions universitaires, 1955
- Russo, Maria Teresa, Ai margini della soglia. Saggio su Blaise Cendrars, Palerme, Flaccovio Editore, 1999
- Sidoti, Antoine, Genèse et dossier d'une polémique La Prose du transsibérien et de la petite Jehanne de France, Blaise Cendrars-Sonia Delaunay nov.-déc. 1912-juin 1914, Paris, Minard, « Archives des Lettres modernes », n° 224, 1987
- Touret, Michèle, Blaise Cendrars ou le désir du roman (1920-1930), Paris, Champion, coll. « Cahiers Blaise Cendrars », n° 7, 1999
- Albert t'Serstevens, L'Homme que fut Blaise Cendrars (első kiadás: 1972), Arléa, 2004

### Kollektív művek, folyóiratok különkiadásai és katalógusok
- Blaise Cendrars, Livres de France, août-septembre 1950
- Salut Blaise Cendrars !, Risques, n° 9/10 (textes réunis par Michel Décaudin), La Madeleine, 1954
- Blaise Cendrars, Livres de France, mars 1956
- Omaggio a Blaise Cendrars, Rome, Letteratura (textes réunis par Guy Tosi), n° 52, juillet-août 1961
- Blaise Cendrars 1887-1961, Mercure de France, n° 1185, mai 1962
- Blaise Cendrars (dir. Claude Leroy), Europe, n° 566, juin 1976. Nouvelle édition 1995
- Cendrars aujourd'hui. Présence d'un romancier (textes réunis par Michel Décaudin). Paris, Minard-Lettres modernes, coll. « L'Icosathèque 4. Le plein siècle 1 », 1977
- Cendrars vivant, Sud, n° 26, été 1978
- Blaise Cendrars. Catalogue de l'exposition de La Chaux-de-Fonds (Suisse), du 29 septembre au 30 octobre 1979 (Commissaire : Marius Michaud)
- Blaise Cendrars, Poésie 1 (numéro conçu par Frédéric Jacques Temple), n° 85, mars-avril 1981
- Blaise Cendrars 20 ans après (dir. Claude Leroy), Paris, Klincksieck, 1983
- Blaise Cendrars, Magazine littéraire, n° 203, janvier 1984
- Cendrars, vwa, La Chaux-de-Fonds, n° 6/7, automne 1985
- Cendrars entdecken. Sein Schreiben, sein Werk im Spiegel der Gegenwart (Hrsg. Peter Burri), Bâle, Lenos, 1986
- Le premier siècle de Cendrars (1887-1987) (dir. Claude Leroy), Cahiers de Sémiotique Textuelle, n° 11, Université Paris-Nanterre, 1987
- Poésie 87, n° 18, mai-juin 1987 (n° partiellement consacré à Cendrars)
- Blaise Cendrars, Intervalles, revue culturelle du Jura et de Bienne, n° 18, juin 1987
- Cendrars à l'œuvre. Catalogue de l'exposition du Centenaire, commenté par Hughes Richard, Bibliothèque nationale suisse, Berne, 1er septembre-15 octobre 1987
- La Nouvelle Revue Française, n° 421, 1er février 1988 (n° partiellement consacré à Cendrars)
- Blaise Cendrars (colloque du centenaire au CCI de Cerisy-la-Salle. Dir. Monique Chefdor, Claude Leroy et Frédéric Jacques Temple), Sud, 1988
- Blaise Cendrars (dir. Claude Leroy), Revue des Sciences Humaines, n° 216, 1989
- L'encrier de Cendrars (dir. Jean-Carlo Flückiger), Neuchâtel, À la Baconnière, 1989
- Blaise Cendrars et L'Homme foudroyé (dir. Claude Leroy), Cahiers de Sémiotique Textuelle, n° 15, Université Paris-Nanterre, 1989
- Blaise Cendrars (dir. Sergio Zoppi), Quaderni del Novecento Francese, n° 12, Rome, Bulzoni, 1991
- L'aventurier du texte (dir. Jacqueline Bernard), Grenoble, PUG, 1992
- Gli universi di Blaise Cendrars (a cura di Rino Cortiana), Abano Terme, Piovan Editore, 1992
- Blaise Cendrars et la guerre (dir. Claude Leroy), Armand Colin, 1995
- Cendrars et Le Lotissement du ciel (dir. Claude Leroy), Armand Colin, 1995
- Cendrars, le bourlingueur des deux rives (dir. Claude Leroy et Jean-Carlo Flückiger), Armand Colin, 1995
- Brésil, l'Utopialand de Blaise Cendrars (dir. Maria Teresa de Freitas et Claude Leroy), L'Harmattan, 1998
- Cendrars au pays de Jean Galmot (dir. Michèle Touret), Presses universitaires de Rennes, 1998
- La fable du lieu. Études sur Blaise Cendrars (dir. Monique Chefdor), Champion, 1999
- Blaise Cendrars. Ein Kaleidoskop in Texten und Bildern (Hrsg. Jean-Carlo Flückiger), Bâle, Lenos, 1999
- Blaise Cendrars au vent d'Est (dir. Henryk Chudak et Joanna Zurowska), Varsovie, Uniwersytet Warszawski, 2000
- Réinventer Cendrars. Blaise Cendrars et la traduction (dir. Irene Weber Henking et Christine Le Quellec Cottier, Lausanne, CTL, n° 38, 2000
- Cendrars et les arts (dir. Maria Teresa de Freitas, Edmond Nogacki et Claude Leroy), Presses universitaires de Valenciennes, 2002
- Chiens & chats littéraires chez Cingria, Rousseau et Cendrars par Jacques Réda, Jacques Berchtold et Jean-Carlo Flückiger (« Les chiens de Cendrars »). Genève, La Dogana, 2002
- Blaise Cendrars au carrefour des avant-gardes (dir. Claude Leroy et Albena Vassileva), RITM, n° 26, Université Paris X-Nanterre, Publidix, 2002
- « Pour saluer Blaise Cendrars », La Nouvelle Revue Française, n° 563, octobre 2002 (avec « Café-Express » de Cendrars présenté par Jean-Carlo Flückiger)
- BlaiseMédia. Blaise Cendrars et les médias (dir. Birgit Wagner et Claude Leroy), RITM, n° 36, Université Paris X-Nanterre, Publidix, 2006
- Blaise Cendrars. Bourlinguer en écriture : Cendrars et le Brésil (dir. Nadine Laporte & Eden Viana-Martin), Méthode !, Revue de littératures, Vallongues, 2007
- Blaise Cendrars. Un imaginaire du crime (dir. David Martens), Paris, L'Harmattan, 2008
- Art en mouvement : les Ballets suédois de Rolf de Maré. Paris 1920-1925 (textes réunis et présentés par Josiane Mas), Université Paul-Valéry, Montpellier III, Presses universitaires de la Méditerranée, 2008
- Blaise Cendrars et la Grande Guerre. De l'épreuve du feu à l'homme nouveau à la main coupée. Catalogue de l'exposition du 31 octobre au 14 novembre 2008, Châlons-en-Champagne (Commissaire Thierry Jugan). Préface de Michèle Touret
- Cendrars à l'établi (1917-1931) (dir. Claude Leroy). Préface de Miriam Cendrars. Paris, Éditions Non Lieu, 2009
- L'imaginaire poétique de Blaise Cendrars (dir. Henryk Chudak), Uniwersytet Warszawski, Varsovie, 2009
- Dis-moi Blaise. Léger, Chagall, Picasso et Blaise Cendrars. Catalogue de l'exposition du 27 juin-12 octobre 2009, Musée national Fernand Léger (Biot), Musée national Marc Chagall (Nice), Musée national Pablo Picasso (Vallauris), Éditions de la Réunion des musées nationaux, Paris, 2009

## Magyarul
- Húsvét New Yorkban; ford., bev., ill. Kassák Lajos, utószó Nagy Géza; Európa, Bp., 1963
- Az arany / Ivó a Véres Bödönhöz. Elbeszélés; ford., utószó Nagy Géza; Szépirodalmi, Bp., 1966 (Olcsó könyvtár)
- A villámsújtotta ember; ford. Parancs János, utószó Nagy Géza; Gondolat, Bp., 1975
- Az arany. Regény / Az éjszaka csöndjében. Részlet A villámsújtotta ember című regényből; ford. Nagy Géza, Parancs János, Kassák Lajos; Magyar Hírlap–Maecenas, Bp., 1993 (Havi klasszikusok)
- A Halvaszületett; ford. Török Gábor; Holnap, Bp., 1994
- Blaise Cendrars pályakezdése; összeáll., bev. Tóth Szilvia; Orpheusz, Bp., 2009